# معمارية المنظمات

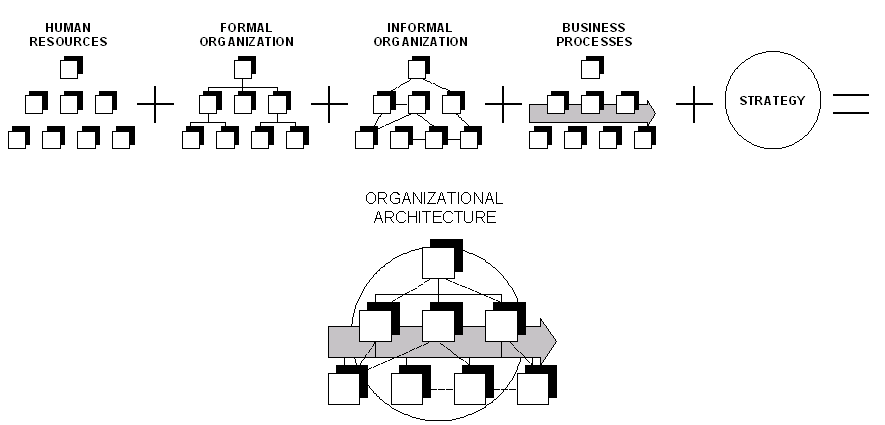
مخطط مبسط لمعمارية المنظمات

معمارية المنظمات لها معنيان مختلفان تماما. في الأول يعني حرفيا المنظمة في بيئتها المحيطة وفي الآخر يعني مجازاً العمارة، كهيكل لتوضيح المنظمة.
- معمارية المنظمات أو فضاء المنظمات: تأثير البيئة على الإنسان والمنظمات المحيطة.
- معمارية المنظمات أو تصميم المنظمات: ابتكار الأدوار، العمليات، والعلاقات الرسمية في المنظمة

فضاء المنظمات يصف تأثير الفراغ التنظيمي على الصحة، والعقل والسلوك في المنظمات (Mobach 2009). هي مجال البحث الذي يجعل تعددية التخصصات المحور المركزي له. وتشترك في الإدارة، المنظمات، والعمارة (Dale en Burrell, 2008) وأضاف المعرفة من - على سبيل المثال - علم النفس البيئي، الطب الاجتماعي، وعلم الفراغات. وبشكل جوهري يمكن أن يعتبر مجال خاص من الخبرة في دراسة المنظمات وإدارة تغيير الأفراد. هذا التوجه في معمارية المنظمات يؤثر على الفضاء المنظمات.
تصميم أو عمارة المنظمات هو تشبيه بليغ لإعطاء هيكل العمل على أهداف المنظمة لتطبيق صفاتها الجوهرية كما هو محدد في رؤية المنظمة. وتقدم البنية التحتية لأي عمليات أعمال يتم تطبيقها ويتم التأكد على أن صفات المنظمة الأساسية متواجدة في كل العمليات المطبقة في المنظمة. تهدف المنظمة بهذه الطريقة لتطبيق صفاتها الجوهرية في كل الخدات المقدمة لعملائها. هذا التوجه في معمارية الشركات مفصل في الأسفل.

## المضمون
حسب معظم الكتاب فإن معمارية المنظمات هي استعارة بليغة، كما في العمارة التقليدية التي تشكل الفضاء التنظيمي حيث تكون الحياة. وتمثل أيضا مفهوم التواصل بين الهيكل التنظيمي والأنظمة داخل المنظمة لخلق أنظمة متضافرة أي أكثر من مجموع أجزائها.
معمارية المنظمات التقليدية تحتوي على الهيكل التنظيمي، الثقافة التنظيمية، عمليات الأعمال، الاستراتيجية، وأهم من ذلك الموارد البشرية لأنه ما هي المنظمة إذا لم تكن نظاماً بشرياً. الجدول التالي يبين بعض مناهج معمارية المنظمات.
| نادلر وتوشمان (1997)                | مورون (1995)                             | جالبيرث (1995)             | هيننج (1997)                | تشرشل (1997)          | كوربرت تنشنز إنترناشونال (2004) |
| ----------------------------------- | ---------------------------------------- | -------------------------- | --------------------------- | --------------------- | ------------------------------- |
|                                     | الرؤية، الهدف الإيتراتيجي والهدف الإداري | الإستراتيجية               | دور المنظمة                 |                       | الإستراتيجية                    |
| المنظمة غير الرسمية (ثقافة المنظمة) | ثقافة المنظمة                            | نظام المكافئات             | نظام المكافئات              | ثقافة المنظمة         | ثقافة المنظمة                   |
| المنطمة الرسمية                     | التنظيم المؤسسي                          | التنظيم المؤسسي            | التجميع                     | التنظيم المؤسسي       | التنظيم المؤسسي                 |
| عمليات الأعمال                      |                                          | العمليات والروابط الجانبية | عمليات الأعمال وتصميم العمل |                       |                                 |
|                                     | الموارد البشرية                          |                            | الموارد البشرية             | تطوير الموارد البشرية | التواصل                         |

الهدف من معمارية المنظات هوصناعة منظمة قابلة لخلق قيمة للعملاء الحاليين والمستقبليين بشكل متواصل، وتحسن وترتيب ذاتها. البعض تحت معمارية المنظمات يفهم بناء الكتل بشكل إلزامي لنمو المنظمة تصميم منظمة يعني إعداد طور حيث مسرحية الحياة تبدأ.

## التصميم
تصميم المنظمات يمكن أن يعرف بشكل دقيق أنه عملية إعادة تشكيل هيكل المنظمة ومهامها، ويمكن أيضا تعريفها على أنها محاذاه العمليات، المكافئات، المقاييس والمواهب مع إستراتيجية الشركة. جاي جيلبريث وآمي كايتس جعلوا المسألة مقنعة (بناء على سنوات من العمل بواسطة جيلبريث) باقوالهم أن الاهتمام بكل عناصر المنظمة ضروري لخلق قدرات جديدة للتنافس في سوق محدد. وهذا النظام يشار إليه "بنموذج النجمة"، من المرجح أن يقود إلى أداء أعلى.
تصميم المنظمات قد يحتوي على قرارات إستراتيجية، لكن يمكن أ ينظر لها كطريق لتنفيذ الإستراتيجية بفعالية. عملية التصميم دائما تتضمن عملية مقايضة بين فوائد هيكل عن آخر. الكثير من الشركات تقع في مصيدة تكرار التغيير الهيكلي للمنظمة، مع القليل من الفائدة للأعمال. هذا بحدث عادة بسبب أن التغيير في الهيكل يكون أسهل من التنفيذ مع إعطاء انطباع أن هناك شيء مهم وكبير يحصل. هذا يؤدي إلى انتشار الشك والفوضى داخل المنظمة تغييرات أكثر قوة تحدث عندما تكون هناك أهداف تصميم واضحة مسيرة من إستراتيجيات عمل جديدة أو قوى في السوق تتطلب توجهات جديدة لتنظيم الموارد.
عملية تصميم المنظمات تعرف بمراحل. المرحلة الأولى تعرف بحالة العمل، تحتوي على الأهداف الاستراتيجية بشكل واضح واهداف التصميم. وهذه الخطوة عادة تتبعها قرارات جمع الإستراتيجيات، التي بدورها تشكل المعمار الرئيسي للمنظمة - بشكل رئيسي أي دور هام سيرتبط بقمة المنظمة. الخيار التقليدي لتجميع الإستراتيجيات ينظم بالتالي:
- سلوك
- دور
- منتج أو صنف
- زبون أو سوق
- جغرافيا
- مصفوفة

كل جزء أساسي من تجميع السياسات له فوائده وسلبياته. الإيجابيات والسلبيات بشكل عام ليست أفضل أساس لاختيار تجميع الاستراتيجيات. يجب أن يتم تحليل العلاقة مع إستراتيجية العمل كاملة.
المرحلة التالية من تصميم المنظمات تحتوي على تصميم العمليات، الإجراءات الأدوار، المقاييس وأنظمة المكافئات، متبوعة بالتوظيف ومهام التنفيذ الأخرى.
المجال متصص نوعا ما في طبيعته، والكثير من بيوت الخبرة الصغيرة والكبيرة تقدم خدمت تصميم المنظمات للتنفيذيين. بعض الشركات قامت بتخصيص موظفين داخل الشركة بهدف دعم مبادرات تصميم المنظمة. هنالك كمية كبيرة من المواد المنشورة في هذا المجال، يمكن القول أنه بدأ بأعمال بيتر دركر في اختباراته على شركة جنرال موتورز قبل عقود. مفكرون أخرون أضافوا لأعمال دراكر، ضمنهم جيلبريث (1973) نادلر وآخرون (1992) ولورنس ولورش (1967) .
تصميم المنظمات يمكن أن يعتبر جزء من مجال كبير لكفاءة المنظمات وتطوير المنظمات. حيث يتضمن كلا المجالين حلول سلوكية للكفائة، مثل سلوكيات القيادة، كفاءة فرق العمل وما شبه ذلك. الكثير من خبراء المنظمات يشككون في التوجه المتكامل لهذه المدارس، ومن ضمنها التجارب الفعالة لإدارة المواهب.
هناك الكثير من التوجهات والمدارس في معمارية المنظمات ومن ضمنها:
- (1986، 1991، 2004) كينيث ماكنزي.
- (1992، 1993) - ديفيد نادلر وميشيل تاشمان.
- معمارية الشركات تأليف ديفيد نادلر، مارس جيريستين وروبرت شو.
- (1993، 1995) - تصميم المنظمات باستخدام نموذج النجمة كما طوره جاي جلبريث.
- نموذج بنجامين الطبقي للمنظمات.
- نموذج التأقلم التنظيمي من رايمونز مايلز وتشارليز سنو.
- (1995) - ريتشارد بورتون وبورج أوبل.
- (2004) - ريتشارد دافت
- (2001) - رالف كيلمان
- (2005) - نموذج ترايكورد - تصميم المنظمات من منظور منهجي كامل.[2]

## صفات تصميم المنظمات الفعال
بعض الطرق فعالة وكفوءة والبعض غير ذلك. الأنظمة الناجحة تتصف بتدريب المهارات في تصميم النظام أو جودة التجارب الإدارية في العمليات أو كلاهما. الأنظمة الناجحة تتصف بالبساطة، المرونة، الاعتمادية، التوفير، والقبول البساطة، المرونة، والاعتمادية تميل لأن تعتمد على التصميم، بينما التوفير والقبول تميل للاعتماد على التصميم والعمليات. عدد كبير من العلاقات يوجد في هذه الصفات؛ -على سبيل- المثال البساطة تؤثر على التوفير وربما الاعتمادية. أيضا، الإدارة يجب أن تضحي بين التوفير والاعتمادية وبين الكفاءة التكنولوجية وجو المنظمة. التوازن الذي تم التوصل إليه يحدد إذا ما كان تحين أهداف طويلة أو قصيرة المدى
* البساطة
نظام المنظمة الفعال يجب أن يكون معقداً وعلى العكس، البساطة في التصميم مرغوبة بشدة. خذ مثالاً مهمة إيصال معلومات عن عمليات النظام وتوزيع المدخلات. المهمة غير صعبة عندما تكون المكونات قليلة والعلاقات بينها مباشرة. على الرغم من ذلك، مشاكل الاتصال تتضاعف مع كل مرحلة من التعقيد.
الطريقة المثلى للمحافظة على البساطة هو استخدام تعريفات دقيقة وخطوط عريضة لكل مهمة محددة في كل نظام فرعي. النظام الكامل غالبا يصبح معقداً بسبب حجم وطبيعة العمليات، لكن الفعالية والكفاءة ممكن أن تبقى سهلة المنوال إذا بقي كل نظام فردي بيسطاً .
* المرونة
الحالات تختلف وعلى المدراء أن يتجهزوا للتأقلم مع العمليات وفقا لذلك. هناك طريقتان للتأقلم مع تغييرات بيئة العمليات: تصميم نظام جديد أو تعديل النظام القائم. النظم القائمة لا يجب أن تتعدل لتتفق مع التغيير في الأهداف، لكن كل نظام يجب أن يكون مرنا بما فيه الكفاية ليدمج التغيير الذي قد يحدث في البيئة أو طبيعة المدخلات. على سبيل المثال، الشركة يحب أن لا تستخدم نفس النظام لبناء الصواريخ لبناء طائرات، وليس نفس النظام لبيع التأمين وهو في الأساس مصمم لبيع المجلات على أي حال، من المفترض أن يكون بالإمكان تعديل النظام القائم لإنتاج أحجام مختلفة، متنوعة من نفس المنتج أو الخدمة
النظام العملي يجب أن يكون مصمما بشكل جيد ولا يكون متزمت بالكامل هناك دائما بعض التغييرات الطفيفة من الخطة الأصلية، والنظام ينبغي أن يكون قابلا للتأقلم على التغيير بدون إحداث فوضى مفرطة. الفائدة المرجوة من وجود نظام مرن ستكون واضحة عندما ننظر إلى صعوبة إدارة التغيير.
* الاعتمادية 
اعتمادية النظام عنصر مهم في المنظمات. الاعتمادية هي الانتظام بشكل واحد في صون العمليات، ويمكن أن تتراوح من مخرجات صفرية إلى مخرجات ثابتة أو متوقعة. النظام النموذجي يعمل في مكان ما بين هذين الحدين. ميزات الاعتمادية يمكن أن تصمم داخل النظام بحرص بانتقاء وترتيب عناصر التشغيل؛ النظام ليس اعتماديا أكثر من أضعف جزء فيه. عند الحاجة لجزء محدد هام - كمشغل يملك مهارات مميزة - ، سيكون إبقاء المشغل جاهزاً يستحق العناء. في كل الحالات، يجب إتخاذ الترتيبات اللازمة لإصلاح أو التغيير في حالة حدوث فشل ما. أحد التوجهات الصالحة للصيانة المعتمدة ه استخدام أجزاء في الهيكل التنظيمي قابلة للإستبدال كاملة. في بعض أجزاء التلفاز على سبيل المثال، من الشائع استبدال قسم كامل بدلا من البحث عن الجزء المعطوب فيه. الاعتمادية ليست قضية حرجة عندما يكون الإصلاح سريعاً.
* التوفير
النظام الفعال ليس بالضرورة نظام اقتصادي (كفء). على سبيل المثال، خدمة البريد بالإمكان أن تبقي توصيل البريد في الوقت فقط بتوظيف عدد إضافي كبير من العاملين. في هذه الحالة كفائة نظام البريد ستقل. مثال آخر، يمكن التحكم بالمخازن باستخدام نظام شامل لحفظ المخزون. على الرغم من ذلك، إذا كان قيمة نظام حفظ المخزون أكبر من التوفير المحتمل لهذه الدرجة من التحكم، النظام سيكون غير فعال. في العادة، تطوير جزء كبير من النظام سيكون مخلاً ومكلفاً من تطوير جزء بسيط. بناء في التكرار أو توفير لكل طوارئ عادة يحيد كفاءة التشغيل للنظام عندما تحتوي أهداف النظام على مهام محددة بأقل التكاليف
الممكنة، يجب أن يكون هناك بعض التضحيات بين الفعالية والكفائة. عندما تكون أهداف النظام تحقيق المهمة بأي ثمن، لايمكن أن يكون هناك تنازلات.
* القبول
أي نظام مهما صمم لن يعمل كما ينبغي إلا إذا قبل الناس من يشغله. إذا لم يقتنع المشاركون أنه سيفيدهم، سيتصدون له، سيضغطون لاستعماله، أو يفكرون أنه نظام سيء، ولن يعمل جيداً. إذا لم يقبل النظام، سيحصل شيئين: (1) سيتعدل النظام تدريجياً بواسطة الناس المستخدمين له، (2) سيستخدم النظام بشكل غير فعال وسيفشل كلياً. يمكن للتغيرات غير المخطط لها في النظام المحكم التصميم أن يلغي نقاط قوة استخدام النظام.

## التمايز والتكامل
هناك اعتبار أساسي في تصميم المنظمات وهو تقسيم العمل إلى مهام معقولة (التمايز) في حين يعطي الاهتمام لتنسيق هذه الأنشطة بشكل متساوي وتوحيد نتائجها في معنى متكامل (التكامل). مبدأين يمكن إتباعهما في تجميع الأنشطة.
1. الوحدات التي لها نفس التوجه والمهام يجب أن يجمعوا سويه. (يمكن أن تعزز اهتمام كل منهما المشترك وترتب وتسهل مهمة المدير المشترك).
2. الوحدات التي يتطلب نشاطها تكاملا من نوع ما، ينبغي أن تجمع مع بضها. (المدير المشترك يمكن أن ينسق بينهما عن طريق الهيكل التنظيمي الرسمي). .[4]

وعندما لاتملك الوحدات أي توجهات متشابهه أو عمليات مشتركة، تصعب مهمة التجميع بينهم. على سبيل المثال، في الوحدات المتشابهة في طبيعة الدور لكنها نوعا ما مستقلة عن بعضها، المدير يجب أن يرتكز في قرارة لتجميع العمليات بناءً على الخبرة السابقة.
وضع حدود بين النظام والنظام الفرعي يعتبر من المهمات الصعبة. كلما حددت أهداف العمليات، كلما كان أسهل وضح الحدود. عوامل أخرى مثل تأثير البيئة، توفر العمالة والآلات، الوقت المجدول للتصميم والعمليات، تكلفة التصماميم البديلة، وتحيزات المصممين يحب أن تؤخذ بعين الاعتبار عند وضع الحدود.

## دور الإدارة
المصممون ذوي الخيال لديهم فرصة أكبر لتجميع الآلات والعمالة في خليط عمل بأعلى الكفائات والفعالية داخل حدود معلومة. ينبغي تصميم النظام بميزات معينة ليكون فعالاً وكفء - مثل البساطة، المرونة، الاعتمادية، التوفير، والقبول.
في هذه المرحلة، المصمم يجب أن يحدد مالذي ينبغي القيام به لتحقيق الهدف أو الأهداف المعلنة وكيف يمكن تقسيم المهمة إلى وحدات ذات هدف. من بين التشكيلات المحتملة الكثيرة، يجب تحديد تشكيل محدد يفي بالمعايير القراربشكل أفضل من البدائل الأخرى. بالطبع، ينبغي أن تدرج على التوازن بين الكفاءة الفنية والعوامل البشرية التي تحدد المناخ التنظيمي في اتخاذ هذا القرار. في نهاية المطاف نجاح أو فشل المشروع يحدده موقف الإدارة والعلاقة بين المصممين والذين يتعين عليهم تنفيذ هذه العملية.
نهج اعتماد الانظمة يقترح دور جديد للإدارة. في طريقة العرض التقليدية، المدير يعمل على مستوى عالي، منظم للغاية دقيق أهدافه واضحة المعالم، والعلاقات واضحة، والضوابط مشددة، وتتدفق المعلومات بشكل هرمي. في النظام المرن (أو المفتوح)، المنظمة ليست ثابتة ولكنها تتطور باستمرار لتلبية كلا من التغيرات الخارجية والداخلية. دور المدير هو تطوير منظمة قابلة للحياة، تتكيف مع التغيير، ومساعدة المشاركين في تأسيس توازن ديناميكي. وقد وضح ليونارد سايلز المشكلة المدير على النحو التالي:
"هدف واحد ودائم وهو بناء وإدارة ونظام متوقع وتبادلي من العلاقات، والأنماط السلوكية تبقى ضمن حدود مادية معقولة. لكن يتطلب هذا البحث عن توازن متحرك، بما أن معايير النظام متطورة ومتغيرة. لذلك، المدير يسعى لتقديم التناسق في عالم لايسمح له بتحقيق المثالية" 
أسلوب النظام لايقدم وصفه لجعل الوظائف المعقدة والصعبة للمدير أسهل بالأحرى يساعده في الفهم والتشغيل ضمن حقيقة الأنظمة المعقدة. توجه النظام يقترح أنه لايمكن ان نقسم العمليات بشكل منفصل لكن يجب أن نراها على شكل أنظمة متداخله. وأيضا، يقترح أن تعدل أنماط القيادة، تحديدا عن التعامل مع مهنيين ومتخصصين ذوو تدريب عالي، والتحفيز يجب أن ينطلق من اشتراك نشط وليس بإذعان بالقوة.
تصميم النظم يحتوي على بداية مشروع وتسهيل النظم الفرعية لتحقيق مهمام محددة أو برامج. في هذا التوجه، شبكة الاستقلال البشري تتطلب الانتهاء من مهمة معينة بناءً على المسؤويات المشتركة لكل عضو من في النظام الفرعي. على النقيض، المنظمة التقليدية موجهة للأداء الوظيفي والقوى المدمجة هي السلطة. بدلا من توجة الأنشطة للامتثال للقوانين والتصرفات المنظمة، توجة النظام يعطي قاعدة للتعاون النشط لتحقيق المهام. ينظر للمدير كخبير يستطيع أن يساعد المجموعة لتحقيق أهدافها وكمصدر للسلطة والتحكم. لذلك، نظرية النظام تظفي هيكلة على مفاهيم التحفيز، والقيادة، والمشاركة والتي يمكن تطبيقها بشكل فعال في المنظمة.
التطبيق يكون، بالطبع، ضمني في مفهوم تصميم النظام، وإلا يتكون مجرد تجارب فارغة. يتبع ذلك الرابط بين المدراء ومصممو النظم وهو مهم، والفهم المتبادل يجب أن يعزز لزيادة العائد على جهود التصميم النظام يجب أن يكون مصمماً على حسب احتياجات المنظمة ويتكيف باستمرار حسب تغير الظروف. بشكل عام، المدراء يشاركوا في تصميم النظام بشكل يومي عندما يخططون نشاطاتهم وينظمون نظامهم ليحققوا الأهداف. مجموعة موظفون خاصون يجب أن يتولوا تنفيذ المهمام مثل التخطيط الطويل المدى، والدراسات الهيكلية، وتصميم النظم. على أي حال، طالما المدراء مسؤولون بشكل كلي عن المساعي التنظيمية، يجب أن يقوموا بجهد خاص للتأكد من تطوير نظم مفيدة وليصمموا نشاطات كملحقات لأدوار المدراء أكثر من أن يكون كدور منفصل.
المدراء المشغلون يحتاجون لفهم متطلبات صنع القرارات التنظيمية والمعلومات الضرورية لدعم النظام. مع أن احتمالية نجاح التطبيق المقرر يتحسن إذا كانت الإدارة مهتمة جداً في المشروع، الخبرات الفنية والتحفيز للتغيير يجب أن يكون موجوداً لدى مجموعات الموظفين. الحل للانقسام الظاهر من الممكن أن يكون نهج فريق، مع دعم خاص من المدراء العاملون المسؤولون عن نجاح المشروعز. المدير يمكن أن يكرس إما عاملا مؤقتاً لهذا المجهود أول عامل متفرغاً بشكل مؤقت، إذا كانت المهمة تتطلب ذلك.
المشروع الذي يتضمن نظام متاكمل للمنظمة ككل ربما يحتاج سنوات للتنفيذ. إذا كان الناس المشغلون مفوضون الصلاحيات والمسؤوليات لمثل هذا المشروع، وبالتحديد إذا كانوا مفوضين وأصحاب صلاحيات ليرسموا التفاصيل، ويجب عليهم أن يبقوا على تواصل كافي بشكل يومي مع العمليات وحضور المعلومات ليجذبوا الخبراء في صناعة القرار. إذا كانت تغييرات البيئة أو المقدرات الداخلية تتعرض للتغير، فمن الحكمة ان يتم تدوير الأشخاص من التشغيل لتصميم الأنظمة مشكل دوري، حتى يتم تحديث الخبرات بإستمرار.